# Phytomyza lanati
Phytomyza lanati är en tvåvingeart som beskrevs av Spencer 1966. Phytomyza lanati ingår i släktet Phytomyza och familjen minerarflugor. Inga underarter finns listade i Catalogue of Life.